# Georg Riedel (Komponist)
Georg Riedel (* 6. Juni 1676 in Sensburg, Herzogtum Preußen; † 5. Februar 1738 in Königsberg i.Pr.) war ein deutscher Kantor und Komponist.

## Leben
Über Riedels Leben und Wirken ist wenig bekannt. 1694 immatrikulierte er sich an der Albertus-Universität Königsberg. Seine musikalische Ausbildung erhielt er beim Königsberger Kapellmeister Georg Raddäus. Ihm widmete Riedel im Jahr 1698 eine Geburtstagsmusik, in deren Titel er sich „theol. et phil. stud“ nennt. Zu den Krönungsfeierlichkeiten für Friedrich I. im Januar 1701 komponierte Riedel als „Vormann der Studenten“ die Abendmusik der Königsberger Studentenschaft. Am 24. Mai 1709 kam er als Nachfolger des verstorbenen Kantors Chr. Stephanis  an die Altstädtische Kirche (Königsberg). Zugleich wurde er Inspizient des Pauperhauses. Am 24. Oktober 1709 heiratete er in Königsberg Anna Regina Remmerson, Tochter des Goldschmieds Friedrich Wilhelm Remmerson.
Der Kantor Helmut Kickton ist ein Nachfahre von Georg Riedel.

## Werke
- Passionskantate (1719)
- Reformationskantate (Text von Johann Christoph Gottsched) (1723)
- Evangelium Sanct Matthäi (1721) (Vertonung des gesamten Matthäusevangeliums [1158 Seiten])
- Psalmen Davids […] auff alle Sonn- u. Fest Tage (1724) (Vertonung des gesamten Psalters [734 Seiten])
- Die geistreiche geheimte Offenbarung des Evangelisten Johannis (1734) (Vertonung der gesamten Offenbarung [710 Seiten])
- Harmonische Freuden frommer Seelen (Kasualmusik) [einziges erhaltenes Werk] (Ausgabe: Das Erbe Deutscher Musik)
- Gelegenheitskompositionen (vollständige Liste: siehe Georg Küsel, Literaturverzeichnis)

## Überlieferungsproblematik
Einige Jahre vor seinem Tod übergab Georg Riedel den Großteil seiner Kompositionen dem Archiv des Pauperhauses, welches später in dar Königsberger Stadtbibliothek aufging. Dort überdauerten die Handschriften die Jahrhunderte, bis sie im Jahr 1923 von Hermann Güttler (siehe Literaturliste) durch Zufall wiederentdeckt wurden. Den Werken Riedels, besonders den in der Musikgeschichte einzigartigen Monumentalkompositionen (Vertonung des gesamten Matthäusevangeliums, des gesamten Psalters und der gesamten Offenbarung Johannis), wurde von verschiedenen Musikwissenschaftlern eine herausragende Qualität bescheinigt. 
Zum Aufbewahrungsort der Handschriften bis 1944 werden in der Literatur unterschiedliche Angaben gemacht. Zwar gehörten sie offiziell zum Bestand der Königsberger Stadtbibliothek (Signaturen: S. 81. fol., S. 82. fol. und S. 83. fol.), aufgestellt wurden sie aber anscheinend im Stadtarchiv, welches sich ebenfalls im Collegium Albertinum hinter dem Dom befand. Und obwohl innerhalb der letzten Jahre immer wieder umfangreiche Buchbestände aus Königsberg in diversen Bibliotheken Russlands, Litauens und Polens auftauchen, konnte der Verbleib der Werke Georg Riedels bisher nicht geklärt werden.

## Diskografie
- Trauerkantaten (Telemann, Boxberg, Riedel, Bach) (Ricercar-Consort), 1990, Ricercar RIC 079061 (neu aufgelegt 2003 als RIC 224)